# Wusung-Bahn
| Offizielle Eröffnung der Wusung-Bahn im Jahre 1876 |                     |                   |                   |
| Streckenlänge: | 14,5 km             |                   |                   |
| Spurweite: | 762 mm (Schmalspur) |                   |                   |
| |                     |                   |                   |
| \| \| \| \| \| \| \| 0 mi \| Zhabei (Shanghai) \| Zhabei (Shanghai) \| \| \| 4,25 mi \| Kiangwan \| Kiangwan \| \| \| 9,25 mi \| Wusong (Baoshan) \| Wusong (Baoshan) \| |                     |                   |                   |
| |                     |                   |                   |
| Kopfbahnhof Streckenanfang (Strecke außer Betrieb) | 0 mi                | Zhabei (Shanghai) | Zhabei (Shanghai) |
| Bahnhof (Strecke außer Betrieb) | 4,25 mi             | Kiangwan          | Kiangwan          |
| Kopfbahnhof Streckenende (Strecke außer Betrieb) | 9,25 mi             | Wusong (Baoshan)  | Wusong (Baoshan)  |

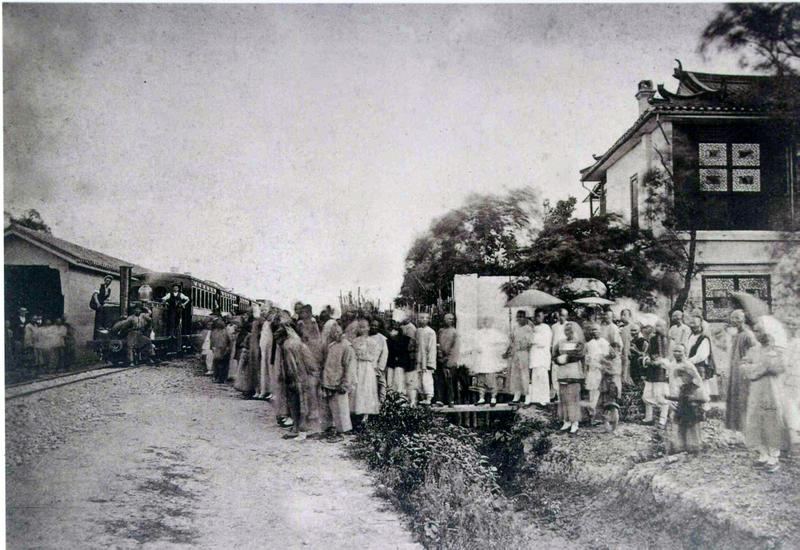
Eröffnung der „Woosung road“

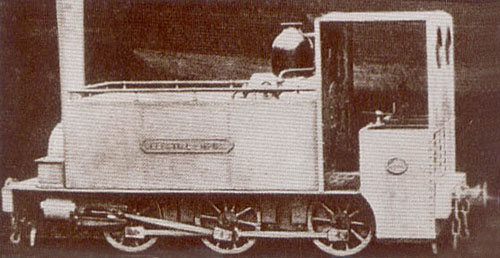
Lokomotive der Wusung-Eisenbahn

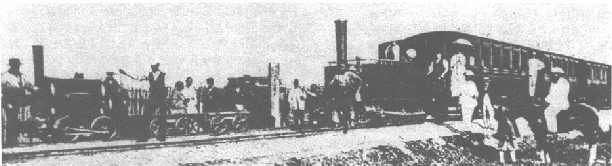
Betrieb

Die Wusung-Bahn war die erste Eisenbahnstrecke Chinas. Sie war schmalspurig in der Spurweite von 762 mm ausgeführt und besaß eine Länge von etwa 14,5 Kilometern. Die Strecke verband Wusung im heutigen Baoshan mit dem heutigen Zhabei in Shanghai. Am 3. Juli 1876 wurde der reguläre Verkehr aufgenommen, im Jahr 1877 wurde die Strecke schon wieder zurückgebaut.

## Geschichte
Der Zweck des Projektes ergab sich vor folgendem Hintergrund: Die großen Hochseeschiffe, welche nicht bis Shanghai hineinfahren konnten, wurden in Wusung entladen und dann die Ware mit Karren in die Stadt befördert. Dieses System sollte durch eine Eisenbahn modernisiert werden.
Bei der Errichtung der Bahn waren die Engländer federführend. Da in China während der Qing-Dynastie die Eisenbahn als Symbol des Kolonialismus erkannt wurde und ihre Errichtung untersagt worden war, bediente man sich folgender Finte: Man gab die Linie einfach als „Waggon-Way“ aus. Für dieses Projekt wurde der „Woosung Road Company“ 1875 die Genehmigung erteilt. Von einer „Railroad“ war also keine Rede. 1876 wurde die Bahn in Betrieb genommen.
Der Betrug der Engländer flog bald auf, doch der chinesische Protest verhallte ungehört. Am 3. August 1876 wurde jedoch ein Einheimischer überfahren und die chinesischen Behörden erzwangen nun eine Betriebseinstellung. Im Dezember 1876 wurde der Betrieb wieder aufgenommen, dauerte jedoch nur noch bis zum 20. Oktober 1877. Sodann wurden die Bahngebäude abgetragen, die Schienen aus dem Boden gerissen und nach Taiwan verfrachtet, wo sie verrotteten.
1898 wurde erneut eine Bahnstrecke Wusung–Shanghai gebaut.